# Юй Шужань
Юй Шужа́нь (кит. упр. 于书然, пиньинь Yú Shūrán; род. 4 августа 2000) — сингапурская фигуристка, выступавшая в одиночном катании. Участница чемпионата мира и четырёх континентов, победительница Игр Юго-Восточной Азии (2017) и двукратная чемпионка Сингапура (2015, 2017).
Юй Шужань — первая фигуристка из Сингапура, выступившая на чемпионате мира.

## Карьера

### Начальный период
Юй Шужань родилась и выросла в Пекине, в семье китаянки и сингапурца. Впервые встала на коньки в возрасте пяти лет, когда мать записала её на кружок фигурного катания. Помимо этого, Юй уделяла внимание художественной гимнастике, плаванию, рисованию, пению и игре на фортепиано. До четвёртого класса школы катание на коньках рассматривалось как одно из хобби, она занималась катанием лишь один раз в неделю. После того, как её тренером стал Гао Сун (бывший фигурист-одиночник, чемпион Китая и медалист международных соревнований), Юй начала практиковаться на катке каждый день после школы. Под руководством Гао Суна провела всю спортивную карьеру. Кроме тренировок, Гао выступал в качестве хореографа, помогая в постановке новых программ.
На раннем этапе соревновалась в национальных первенствах Сингапура разных возрастов. В 2012 году на чемпионате Сингапура среди новичков (англ. Novice), Юй Шужань одержала победу, при этом, в произвольной программе стала единственной из пяти участниц, кто попытался исполнить прыжок в три оборота. Через два года также завоевала золотую награду сингапурского первенства, на этот раз в соревнованиях юниоров. Два из трёх вращений произвольного проката были выполнены на четвёртый (максимальный) уровень сложности.

### Выход на международный уровень
В сезоне 2014–2015 годов Юй Шужань дебютировала на международных состязаниях. Вначале стартовала на Asian Open Trophy, финишировав на восьмой строчке юниорской категории. Позже отправилась в столицу Хорватии, где приняла участие в этапе Гран-при среди юниоров. Юй заняла итоговое девятое место (на старт выходили 32 участницы) и опередила, в том числе, будущую бронзовую медалистку чемпионата Европы Вивеку Линдфорс. Успешно выступила в марте 2015 года на юниорском чемпионате мира, сумев квалифицироваться в финальный сегмент. Продолжила побеждать на внутренних чемпионатах. Так, впервые стала триумфатором чемпионата Сингапура среди взрослых, опередив серебряного призёра Хлою Инг на двадцать пять баллов.
Новый сезон, как и предыдущий, провела на юниорском уровне. Осенью выступила на двух этапах Гран-при, в Словакии и испанском Логроньо. Показала одинаковый, пятнадцатый результат на обоих турнирах. На чемпионате мира не смогла повторить прошлогодний результат и не прошла в произвольную программу. Во время исполнения короткого проката допустила ошибку на предпоследнем элементе, двойном акселе. Судейская бригада «отминусовала» данный элемент и усмотрела недокрут, что понизило базовую стоимость прыжка. Из-за потерь на акселе, Юй уступила последней квалифицировавшейся чуть более балла.

### Путь на чемпионат мира
По правилам Международного союза конькобежцев, для участия в чемпионате мира, который проводился в марте 2017 года, фигуристкам необходимо было набрать технический минимум на международных соревнованиях под эгидой ИСУ. Минимальный технический результат для короткой программы ровнялся 27 баллам, тогда как для произвольной – 47.
Сезон 2016/2017 стал самым успешным в карьере Юй Шужань. В этот год она вышла на взрослый уровень, но параллельно продолжила выступать в юниорской категории. Начала сезон довольно рано, в августе 2016 года приняла участие в ежегодном Asian Open Trophy, на котором вошла в пятёрку лучших. Позже представила программы на юниорском Гран-при Германии. По итогам короткой программы расположилась на шестнадцатой позиции. Воспользовавшись ошибками конкуренток в произвольном прокате, поднялась на одну строчку в итогом протоколе. Результаты, показанные Юй на этих соревнованиях, соответствовали минимальным требованиям для чемпионата четырёх континентов, но участия в мировом первенстве обеспечить не могли.
В середине февраля 2017 года отправилась на чемпионат четырёх континентов. В стартовом протоколе значились 23 спортсменки, но после исполнения короткой программы из соревнований вышли две участницы. По сумме баллов Юй заняла последнюю двадцать первую строчку, уступив в том числе, другой представительнице Сингапура Хлое Инг.
Через неделю соревновалась в рамках зимних Азиатских игр. В короткой программе набрала 50,99 балла, при оценке за технику 28,95. Произвольный прокат начала с чистого исполнения двойного лутца, но на следующем прыжке, тройном сальхове, допустила падение. Несмотря на это, выполнила остальную часть программы без ошибок, в том числе, тройной сальхов в каскаде с двойным риттбергером, сольный тройной тулуп и тройной тулуп в каскаде, получив за все элементы положительные надбавки GOE. Технический балл оказался равен 51,27 баллов. Таким образом, Юй Шужань стала первой сингапурской фигуристкой, которой удалось квалифицироваться на чемпионат мира.
29 марта вышла на лёд Хартвалл Арены для представления короткой программы в рамках мирового первенства. Она обновила личное достижение в коротком прокате. Юй заняла двадцать пятое место, остановившись в шаге от попадания в финальный сегмент. При этом, набрала за технику больше баллов, чем участницы произвольной программы, но из-за более низкой второй оценки (за компоненты) досрочно завершила выступления на дебютном чемпионате мира. После чего завоевала второе золото на национальном уровне.

### Последний сезон
Благодаря успехам прошлого сезона, Юй Шужань стала рассматриваться как претендент на самые высокие места на каждом турнире. Летом 2017 года в ранге фаворита отправилась в Куала-Лумпур на Игры Юго-Восточной Азии. Соревнования по фигурному катанию были впервые включены в программу Игр, которые проводятся с 1959 года. Там продемонстрировала уверенное катание и подтвердив все ожидания, завоевала золотую медаль.
Поскольку сезон 2017 и 2018 годов был олимпийским, Юй соревновалась за поездку в Пхёнчхан. Квоты распределялись согласно результатам чемпионата мира 2017, а также дополнительные шесть путёвок разыгрывались на «Челленджере» Небельхорн. Итог чемпионата мира не предоставлял возможности участвовать в Олимпиаде, поэтому отправилась в немецкий Оберстдорф, где выступила с постановками в рамках Nebelhorn Trophy. В первый день соревнований заняла девятое место и осталась на нём в итоговом протоколе, установив личный рекорд за произвольный прокат и по сумме баллов. Этого не хватило для квалификации на Олимпийские игры, последнюю путёвку завоевала украинка Анна Хныченкова, показавшая седьмой результат.
В январе 2018 года, в период подготовки к чемпионату четырёх континентов, у Юй Шужань были диагностированы проблемы со здоровьем и она была вынуждена завершить соревновательную карьеру.

### Насилие в китайском спорте
В июле 2020 года рассказала, что с одиннадцати лет подвергалась физическому насилию со стороны тренера, который часто бил её чехлом для коньков в качестве наказания за допущенные ошибки. Когда спортсменке было четырнадцать, наставник пнул её в голень, нанеся удар острыми зубцами в передней части лезвия.
По её словам, китайские наставники прибегают к жестоким методам тренировок, в частности юного фигуриста заставляли кататься с порванными связками, после чего ему потребовалась операция. Также распространено психологическое давление на спортсменов, их критикуют, называя «ленивыми, тупыми и жирными».

## Достижения
Любимыми фигуристками сингапурской спортсменки являются Ким Ён А и Саша Коэн. Юй Шужань, как и её кумир Ким, внесла значительный вклад в развитие фигурного катания своей страны. Президент местной Федерации конькобежного спорта (англ. Singapore Ice Skating Association) Соня Чонг отмечала, что успехи Юй содействовали популяризации зимних видов спорта в целом и фигурного катания в частности. После завершения зимних Азиатских игр 2017 года, когда Юй заняла шестое место и набрала необходимые для квалификации на чемпионат мира баллы за технические элементы, президент Федерации прокомментировала итоги выступления:
Это значительная веха для сингапурского фигурного катания. Страна гордится шестым результатом Юй Шужань на зимних Азиатских Играх.Соня Чонг
За свою карьеру в спорте Юй Шужань завоевала титул чемпионки Сингапура, входила в десятку лучших на юниорском Гран-при и турнире серии «Челленджер», а также стала:
- первой представительницей Сингапура, выступившей на чемпионате мира[18].
- первой победительницей в фигурном катании в рамках Игр Юго-Восточной Азии[22].
- первой представительницей Сингапура, победившей в зимнем виде спорта на Играх Юго-Восточной Азии[26].

## Результаты
| Соревнования                        | 14/15         | 15/16         | 16/17         | 17/18         |
| Международные                       | Международные | Международные | Международные | Международные |
| ----------------------------------- | ------------- | ------------- | ------------- | ------------- |
| Чемпионаты мира                     |               |               | 25            |               |
| Чемпионаты четырёх континентов      |               |               | 21            |               |
| Челленджеры. Nebelhorn Trophy       |               |               |               | 9             |
| Asian Open Trophy                   |               |               | 5             |               |
| Зимние Азиатские игры               |               |               | 6             |               |
| Игры Юго-Восточной Азии             |               |               |               | 1             |
| Международные среди юниоров         |               |               |               |               |
| Чемпионаты мира среди юниоров       | 24            | 28            |               |               |
| Этапы юниорского Гран-при: Германия |               |               | 15            |               |
| Этапы юниорского Гран-при: Словакия |               | 15            |               |               |
| Этапы юниорского Гран-при: Испания  |               | 15            |               |               |
| Этапы юниорского Гран-при: Хорватия | 9             |               |               |               |
| Asian Open Trophy                   | 8             |               |               |               |
| Национальные                        |               |               |               |               |
| Чемпионаты Сингапура                | 1             |               | 1             |               |